# Колесов Едуард Олександрович
Едуард Олександрович Колесов (нар. 3 жовтня 1936, Київ, УРСР, СРСР — пом. 7 квітня 2018, Київ, Україна) — радянський і український художник кіно і театру, графік. Член Національної спілки художників України (1971).

## Життєпис
Народився 3 жовтня 1936 року у Києві.
Закінчив Український поліграфічний інститут ім. І. Федорова (1964, педагог з фаху — В. Родін).
Співпрацював з щомісячними дитячими журналами «Малятко» і «Барвінок», видавництвами «Веселка», «Молодь», «Радянська школа», «Мистецтво», низкою театрів. З 1971 року — учасник міських, всеукраїнських, міжнародних художніх виставок.

Могила Едуарда Колесова, Байкове кладовище

Працював в галузі кіно, театрального мистецтва, графіки.
Оформив ряд кінострічок і фільмів-спектаклів кіностудій «Київтелефільм» та «Укртелефільм».
Помер на 82-му році життя 7 квітня 2018 року. Похований у колумбарії Байкового кладовища.

## Фільмографія
Художник-постановник:
- «Останній засіб королів» (1983, мінісеріал; реж. Віктор Кісін)
- «Запорожець за Дунаєм» (1986, фільм-опера; реж. Юрій Суярко)
- «Остання електричка» (1986, к\м, реж. Едуард Дмитрієв)
- «Капітанша» (1987, фільм-спектакль, реж. Борис Квашньов)
- «Поза межами болю» (1989, реж. Ярослав Лупій)
- «Буйна» (1990, реж. Віктор Василенко)
- «Червоне вино перемоги» (1990)
- «Вікно навпроти» (1991, реж. Едуард Дмитрієв)
- «Очима сатани» (1991, реж. Євген Солнцев)
- «Фатальні діаманти» (1992, реж. Борис Небіерідзе)
- «Ну ти й відьма...» (1992, реж. Едуард Дмитрієв)
- «Людина з команди „Альфа“» (1992, реж. Борис Небіерідзе)
- «Пастка» (1993, 5 с., реж. Олег Бійма)
- «Злочин з багатьма невідомими» (1993, 7 с., реж. Олег Бійма)
- «Острів любові» (1995—1996, 10 с., реж. Олег Бійма)
- «Операція „Контракт“» (1997, реж. В. Мазур, Т. Бойко) та ін.